# Panicum tenerum
Panicum tenerum là một loài thực vật có hoa trong họ Hòa thảo. Loài này được Beyr. ex Trin. mô tả khoa học đầu tiên năm 1834.